# Dicționarul scepticului
Dicționarul scepticului (engleză The Skeptic's Dictionary) este o colecție de eseuri sceptice și de referințe scrise de Robert Todd Carroll, publicat pe site-ul său skepdic.com și într-o carte tipărită. Site-ul skepdic.com a fost lansat în 1994 și cartea a fost publicată în 2003 cu aproape 400 de articole. Site-ul a continuat să crească, după publicarea cărții și conține, la 18 iulie 2010 , mai mult de 612 articole. 
Versiunea tipărită conține aproape patru sute de titluri și este unul dintre cele mai complete ghiduri de informații sceptice într-un singur volum pe teme pseudoștiințifice, paranormale, oculte și altele. Articolele conțin numeroase referințe, iar bibliografia conține încă șapte sute de referințe pentru mai multe informații detaliate. Potrivit copertei din spate a cărții, versiunea on-line înregistrează aproximativ 500.000 de vizitatori pe lună.  

## Conținutul
Carroll este un ateu și un sceptic încăpățânat (unul care are o neîncredere puternică despre toate lucrurile oculte). Carroll afirmă că această carte nu este menită să prezinte o viziune echilibrată pe teme oculte - dimpotrivă ea este destinată să fie o mică contrapondere contra literaturii oculte și paranormale foarte voluminoasă.
Articole din carte sunt grupate în mai multe categorii: 
- medicina alternativa
- extratereștrii și OZN-urile
- criptozoologie
- farse și fraudele
- pseudoștiință
- logica și percepția
- credințele New Age
- știința și filozofia
- paranormalul și ocultul.
- supranaturalul și metafizica.

Versiuni tipărite sunt disponibile în limba engleză, estoniană, japoneză, coreană și rusă. Numeroase articole au fost traduse pentru Internet și în alte limbi, elenă, ungară, portugheză, spaniolă etc.